# Mahbes
Mahbes (traslitterata anche come Al-Mahbas, Al-Mahbass, El-Mahbes, El-Mahbas) è una località del Sahara Occidentale nella provincia di Smara.
A sud di Mahbes corre il muro  marocchino, che deve impedire la penetrazione dei combattenti del gruppo politico POLISARIO nella zona gestita dal Marocco.
Le città gemellate con Mahbes sono: la città spagnola di Noia e le italiane Sesto Fiorentino e San Casciano in Val di Pesa.